# 1747

## Родени
- 5 май – Леополд II, император на Свещената Римска империя
- 29 септември – Юзеф Вибицки, полски писател и политик